# 8 أميال (موسيقى تصويرية)
ألبوم الموسيقى التصويرية لفيلم 8 أميال غنى إمينم منه 5 أغاني.اصدرته شركة شيدي وانتر سكوب.بيع منه 702,000 نسخة، وانتهت السنة ببيع 3.2 مليون نسخة داخل الولايات المتحدة، وبذلك أصبح خامس الالبومات مبيعاْ للسنة، وقد بيع منه 9 ملايين نسخة حول العالم..و قد حاز على المركز الأول في إنجلترا وأستراليا.يحتوي على أغنية لوس يور سيلف التي كانت أكثر الاغانى مبيعا وهي من غناء إمينم.
تصنيف9:موسيقى تصويرية

## روابط خارجية
- 8 أميال على موقع أول موفي (الإنجليزية)